# Фторид натрію

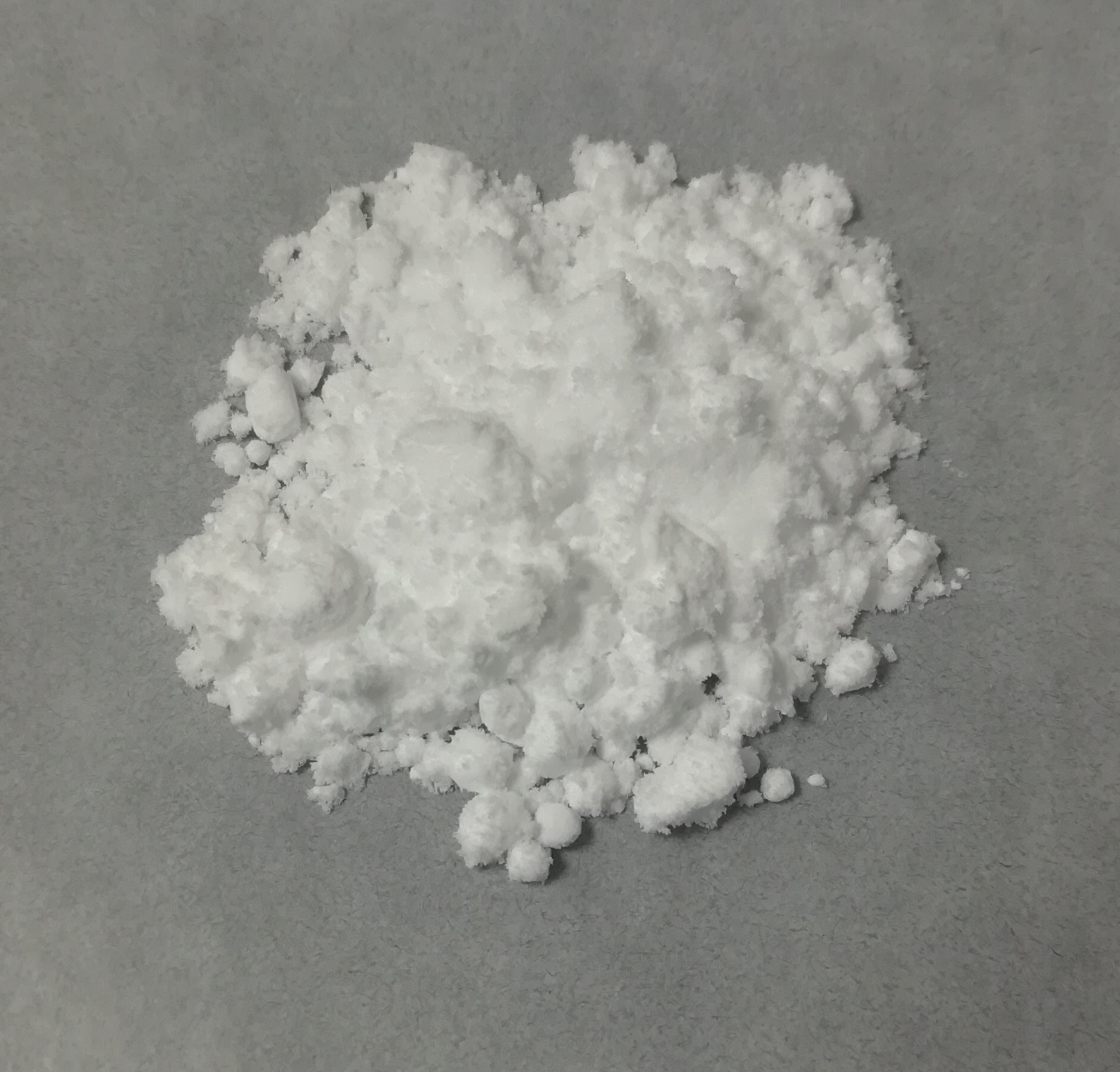
Фторид натрію

Флуори́д на́трію, фто́ристий на́трій (Sodium fluoride) — неорганічна кристалічна речовина з хімічною формулою NaF. Білий порошок, який не має запаху. Температура плавлення +997 °C. У воді розчиняється погано: за температури +15 °C розчинність становить 3,5 %, а за температури +25 °C — 4 %.
Застосовується у вигляді розчинів 3—4%-ної концентрації для обробки елементів дерев'яного будинку, а також виробів з стружки, очерету, торфу, тирси. Класифікується як токсична речовина.